# リチャード・リンクレイター 職業:映画監督
『リチャード・リンクレイター 職業:映画監督』（リチャードリンクレイターしょくぎょうえいがかんとく、Richard Linklater: Dream Is Destiny）は2016年のアメリカ合衆国のドキュメンタリー映画。
監督はルイス・ブラック、出演はリチャード・リンクレイターとジャック・ブラック、イーサン・ホークなど。
映画監督リチャード・リンクレイターの映画人生を関係者の証言によって描いている。
2016年1月にサンダンス映画祭にて初上映された後、本国米国では同年8月5日から一部の劇場で限定上映されるとともにネット配信された。
日本ではゆうばり国際ファンタスティック映画祭2018および特集『カリテ・ファンタスティック!シネマコレクション2018』にて上映された。

## ストーリー
※映画.comより
映画館が1つしかない田舎町で子供時代を過ごしたリンクレイターは、映画製作に目覚めて1988年に監督デビューすると、1993年の『バッド・チューニング』や第45回ベルリン国際映画祭で監督賞（銀熊賞）を受賞した1995年の『ビフォア・サンライズ 恋人までの距離（ディスタンス）』などの作品で1990年代に頭角を現し、インディペンデント映画とハリウッドメジャーの双方で幅広く活躍するようになる。『恋人までの距離』で描かれた恋人たちのその後を9年ごとに描いた『ビフォア・サンセット』『ビフォア・ミッドナイト』や12年もの時間をかけて少年の成長を描いた『6才のボクが、大人になるまで。』など、新しい映画製作にチャレンジし続けるリンクレイターの生きざまに迫る。

## キャスト
- リチャード・リンクレイター
- ジャック・ブラック
- イーサン・ホーク
- マシュー・マコノヒー
- パトリシア・アークエット
- エラー・コルトレーン（英語版）
- ジュリー・デルピー
- ジョナサン・デミ（映画監督）
- サンドラ・エイデアー（英語版）（映画編集技師）
- ルイス・ブラック（英語版）（本作の監督）

## 作品の評価
Rotten Tomatoesによれば、31件の評論のうち、94%にあたる29件が高く評価しており、平均して10点満点中7.08点を得ている。
Metacriticによれば、13件の評論のうち、高評価は9件、賛否混在は4件、低評価はなく、平均して100点満点中73点を得ている。